# Isuzu Piazza
Der Isuzu Piazza war ein vom japanischen Automobilhersteller Isuzu von 1980 bis 1993 hergestelltes Fließheck-Sportcoupé. In den USA wurde der Piazza als Isuzu Impulse, in Australien als Holden Piazza verkauft. Technisch basierte der Piazza I mit Hinterradantrieb auf dem Isuzu Gemini I, der mit dem Opel Kadett C verwandt war. Die 2. Generation hatte, wie die temporären Gemini-Modelle, Frontantrieb und wurde in Kanada als Asüna Sunfire angeboten. Von der 2. Generation abgeleitet war die Modellreihe Geo Storm als Sportcoupé, Schrägheck und Kombi. Der Geo Storm wiederum wurde ab 1992 in Japan als Isuzu PA Nero vermarktet und ersetzte hier den Piazza.

## Isuzu Piazza JR120/130 1980–1990, Isuzu Impulse 1983–1990
1978 erteilte Isuzu Giorgetto Giugiaro den Auftrag, ein neues Sportcoupé als Nachfolger des Isuzu 117 Coupé zu gestalten. Isuzu überließ Giugiaro mehrere Isuzu Gemini und ließ ihm bei der Ausführung des Auftrags freie Hand. Das Ergebnis war Giugiaros Prototyp Asso di Fiori („Kreuz-As“), der unter allgemeinem Beifall auf der Tokyo Motor Show 1979 erstmals gezeigt wurde. Giugiaro sprach von seiner „fünften Kopernikanischen Revolution“, da es ihm gelungen war, Design-Innovationen von mehreren vorherigen Prototypen in einem großserientauglichen Entwurf zu vereinen. Binnen 48 Stunden entschied Isuzu, den Prototyp nur minimal verändert in Serie gehen zu lassen.
Im November 1980 ging der Piazza in Japan in den Verkauf. Zur Auswahl standen vorerst ein Zweiliter-Reihenvierzylindermotor mit obenliegender Nockenwelle (SOHC) und 88 kW (120 PS) oder ein Zweilitermotor mit zwei obenliegenden Nockenwellen (DOHC) und 99 kW (135 PS), jeweils mit Fünfgangschaltgetriebe oder Viergangautomatik. Ab 1984 war auch eine Version des 88-kW-Motors mit Turbolader erhältlich, die 132 kW (180 PS) leistete und den Motor mit zwei Nockenwellen ersetzte. Lieferbar war der Piazza in zahlreichen Ausstattungsversionen: Bella, XN, XJ, XE, XG, Nero und andere. Für den Piazza waren Sportfahrwerke von Irmscher und Lotus erhältlich.
In den USA wurde der Piazza 1983 als Isuzu Impulse eingeführt, ebenso wie in Australien als Holden Piazza. Anfänglich gab es nur den Motor mit einer Nockenwelle, hier mit 90 hp (67kW, 91 PS). Die Turbovariante (RS Turbo) leistete 140 hp (104 kW, 142 PS).

1987 erfuhr der Piazza eine Modellpflege mit größerer Heckabrisskante und freiliegenden statt Klappscheinwerfern. Nur in den USA ersetzte ein 2,3-Liter-Vierzylindermotor mit 110 hp (82 kW, 112 PS) den Zweiliter-Saugmotor. Alle Piazza erhielten das von Lotus entwickelte Sportfahrwerk mit geänderten Stabilisatoren und härteren Federn und Dämpfern. Bis August 1990 produzierte Isuzu vom Piazza I insgesamt 113.419 Exemplare. In Deutschland wurde der Piazza nicht angeboten.

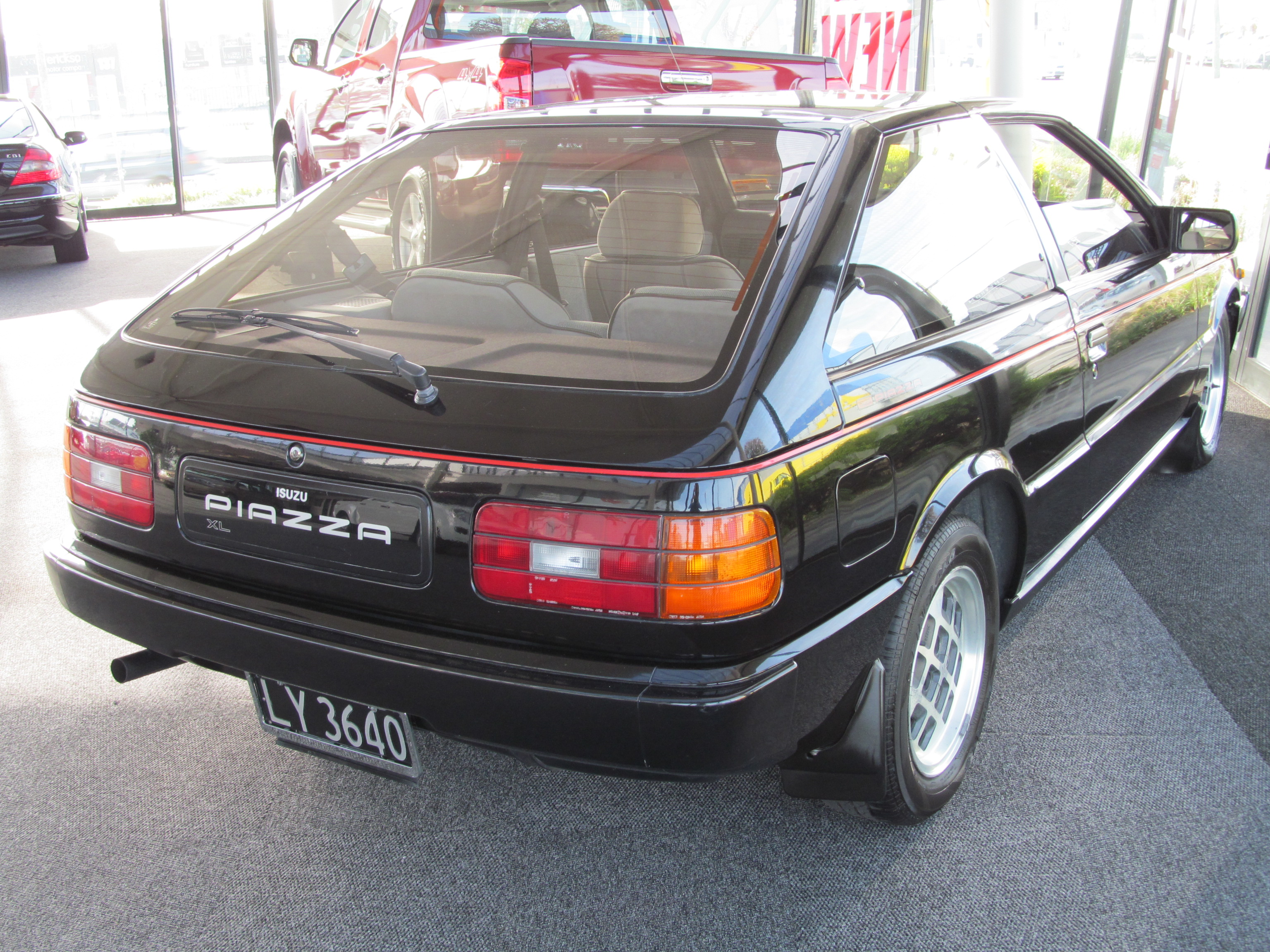
Heckansicht
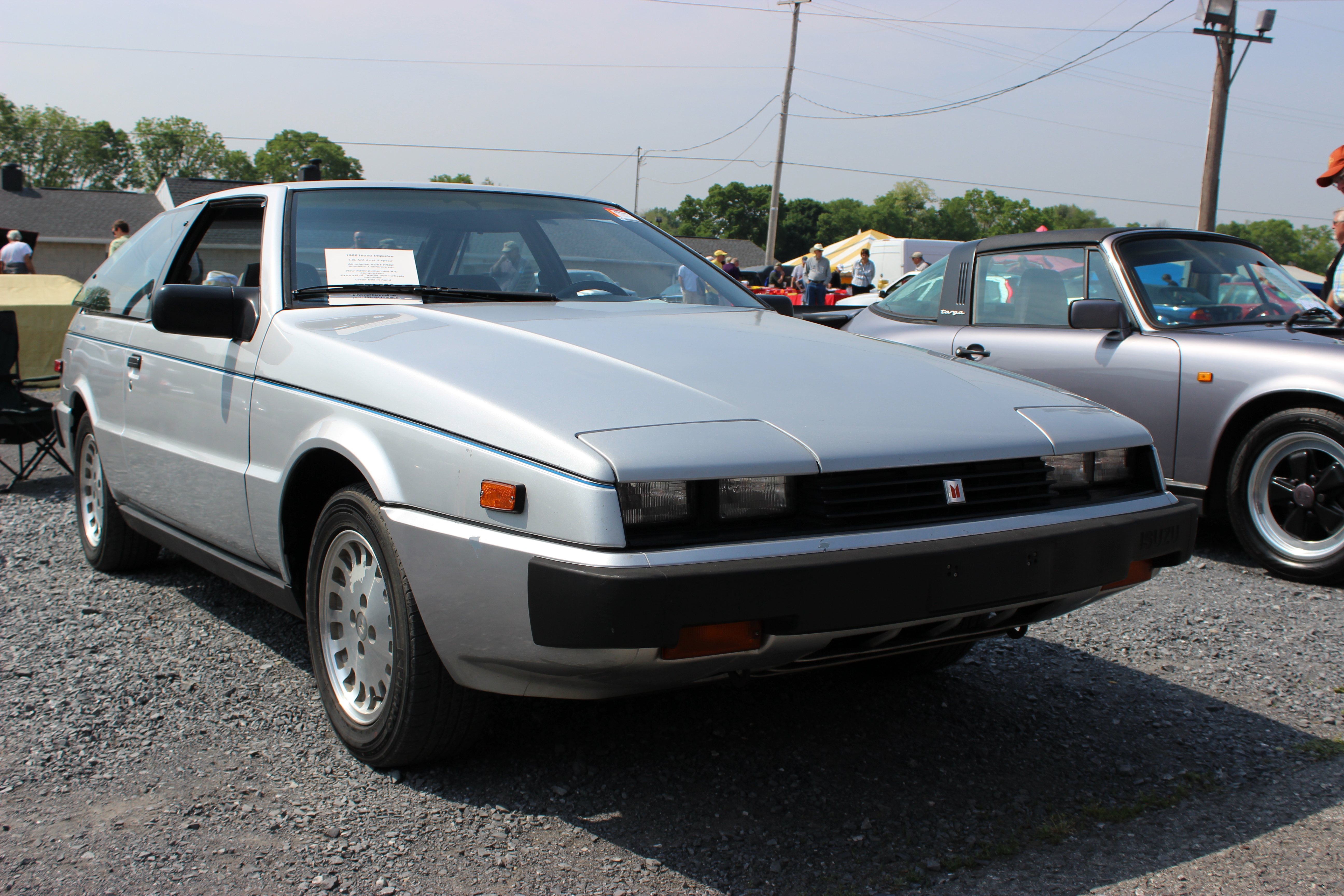
Isuzu Impulse
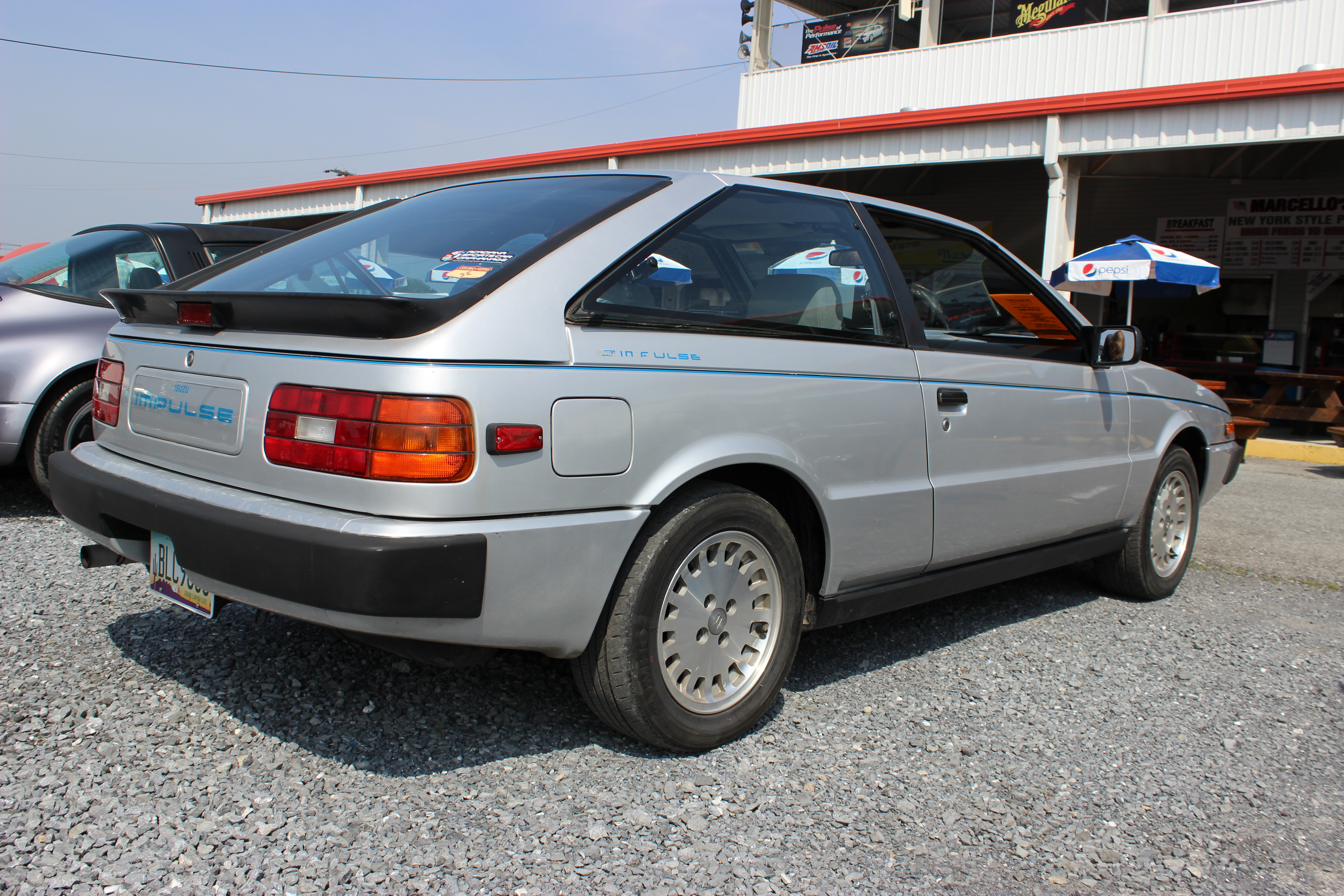
Heckansicht

## Isuzu Piazza, Isuzu Impulse JT22 1990–1993
Die zweite Generation des Piazza (in den USA wieder Impulse) entstand auf der GM-Plattform R. GM hatte Isuzu beauftragt mit dem Nachfolger des Isuzu Gemini auch einen sportlicheren Nachfolger des Geo Spectrum zu entwickeln, der dann als Geo Storm auf den Markt kam. Das Karosseriedesign des Storm wurde stark von GM beeinflusst, wesentlich von GM Europe und der Design-Vorlage für den Lotus Elan M100. Unter Führung von Shiro Nakamura, Isuzus damaligem Designchef, entstand die neue Generation des Gemini und dem davon abgeleiteten Geo Storm. Von beiden sollte sich aber ein Nachfolger für den Piazza/Impulse unterscheiden. Somit begann Nakamuras Team das Storm Coupé mit anderem Heck und einer an den Gemini III angelehnten Front zu entwickeln. Hierbei übernahmen sie vom ersten Piazza Designelemente wie die halb verdeckten Scheinwerfer mit dem integrierten Kühlergrill unterhalb der Motorhaube, sowie das Design der Rücklichter, unter dem Eindruck europäischen Stils. Mit europäischem Design bewarb man später auch den Piazza II in Japan. Die zweite Generation des Piazza wurde nicht wieder als Holden in Australien vermarktet, vielleicht weil der Vorgänger sich schlecht verkaufte.
Der Dreitürer wurde 1989 als Impulse XS vorgestellt und ab 1990 in den USA und Kanada angeboten. Er hatte nun Frontantrieb mit einem Vierzylinder-1588-cm³-Ottomotor (4xE1) mit zwei obenliegenden Nockenwellen und 130 hp (97 kW). Lotus Cars, das wie Isuzu zu GM gehörte, hatte ursprünglich den 1,6-Liter-Motor und das Getriebe aus dem Isuzu Gemini II überarbeitet und für den Lotus Elan M100 verwendet. Isuzu baute diese Kombination auch in den Impulse ein. Lotus erledigte hierfür die Feinabstimmung der Federung des Impulse mit weicheren Federn und härteren Stoßdämpfern und Stabilisatoren. Alle Piazza/Impulse der zweiten Generation erhielten das von Lotus abgestimmte Fahrwerk.
In Japan wurde der Piazza II von Juli 1991 bis zum Frühjahr 1992 verkauft. Hier gab es das Modell nur mit dem 4XF1-Vierzylindermotor mit 1809 cm³ Hubraum, vier Zylindern, zwei obenliegenden Nockenwellen und 140 PS (104 kW).
1991 wurde auch der Impulse RS mit dem 1,6-Liter-Motor mit Turbolader (4XE1W) mit 160 hp (119 kW) und Allradantrieb in den USA und Kanada eingeführt. Bereits 1992 wurde das Turbo-Modell wieder eingestellt, während nun der 1,8-Liter-Motor des japanischen Modells den 1,6-Liter-Motor ersetzte. Der Verkauf des Impulse in Kanada wurde 1992 parallel zu Japan beendet.
Während man in Japan nun den Isuzu PA Nero als Nachfolger des Piazza einführte, wurde der Impulse noch bis Ende 1993 in den USA angeboten. Die Kombination aus der Asienkrise, strengeren Emissionsvorschriften, Crashsicherheits-Anforderungen, General Motors’ Modellpolitik mit restriktiven Marktsegmentvorgaben, bewirkten Isuzus Rückzug aus dem Pkw-Bau. Daher kam in Kanada 1993 der Asüna Sunfire der dem Isuzu Impulse entsprach, auf den Markt. Nur wenige Monate später stellte GM die Marke Asüna wieder ein, worauf Isuzu die Produktion auch des Impulse einstellte.

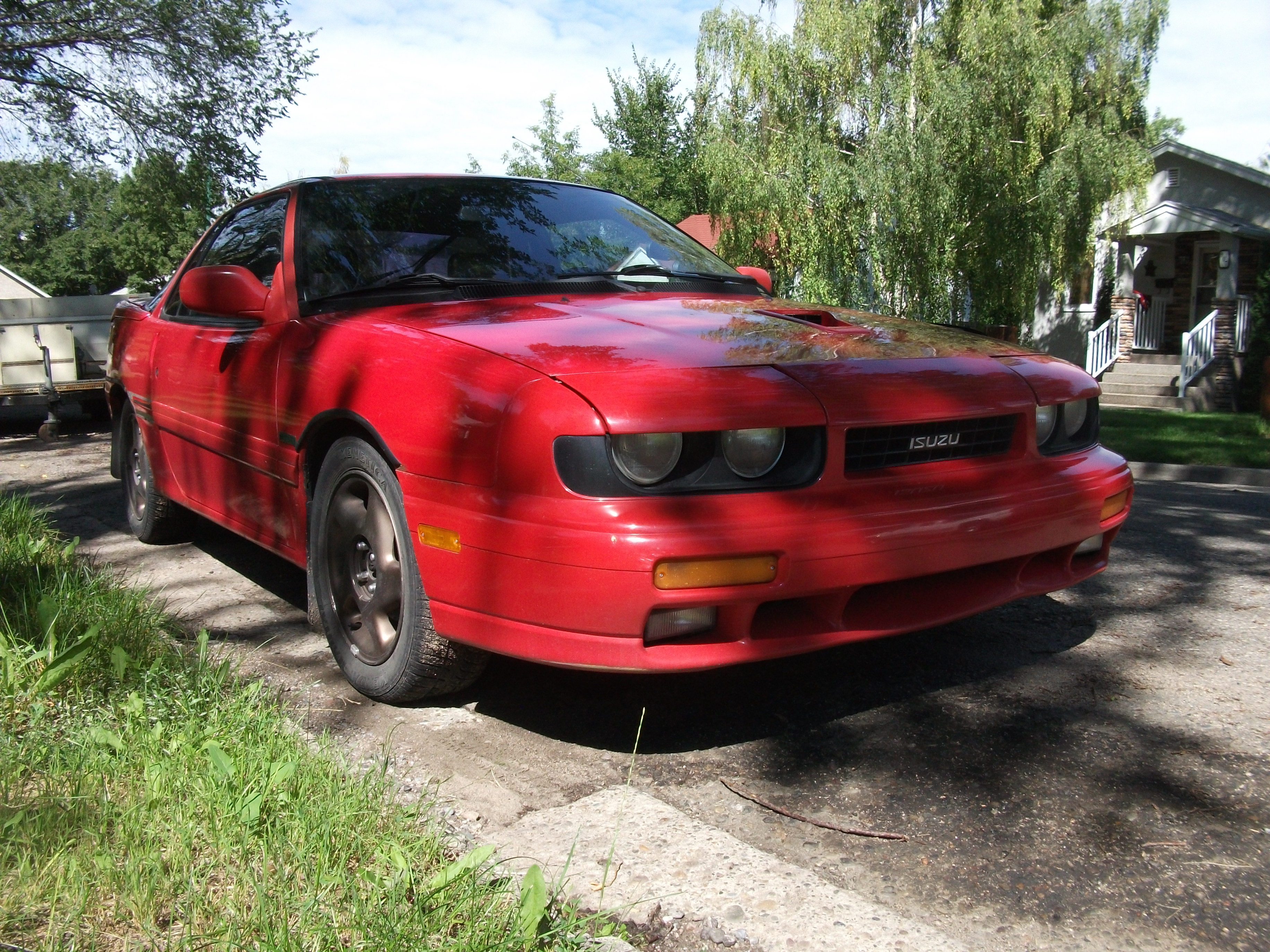
Isuzu Impulse RS Turbo
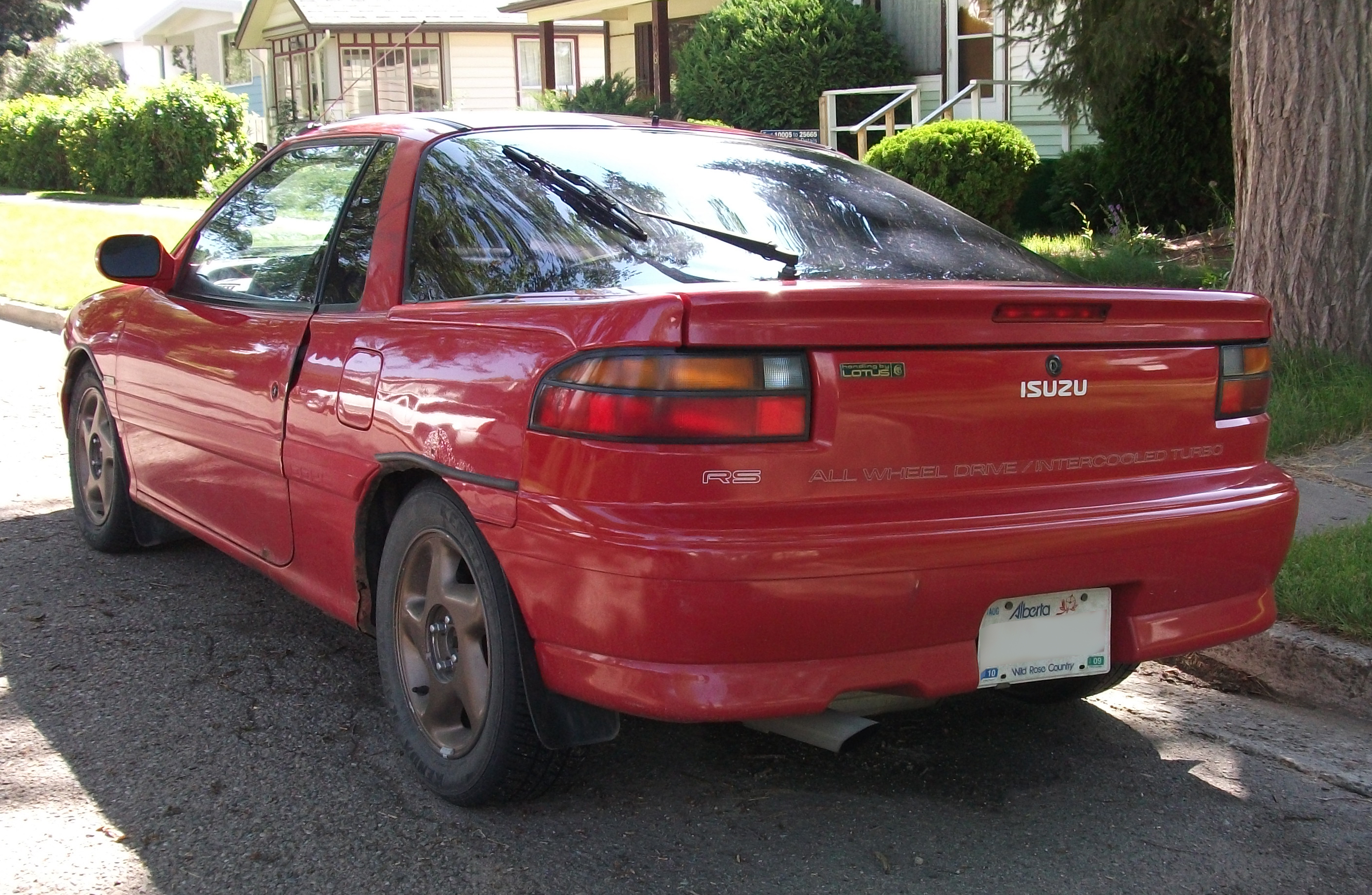
Heckansicht
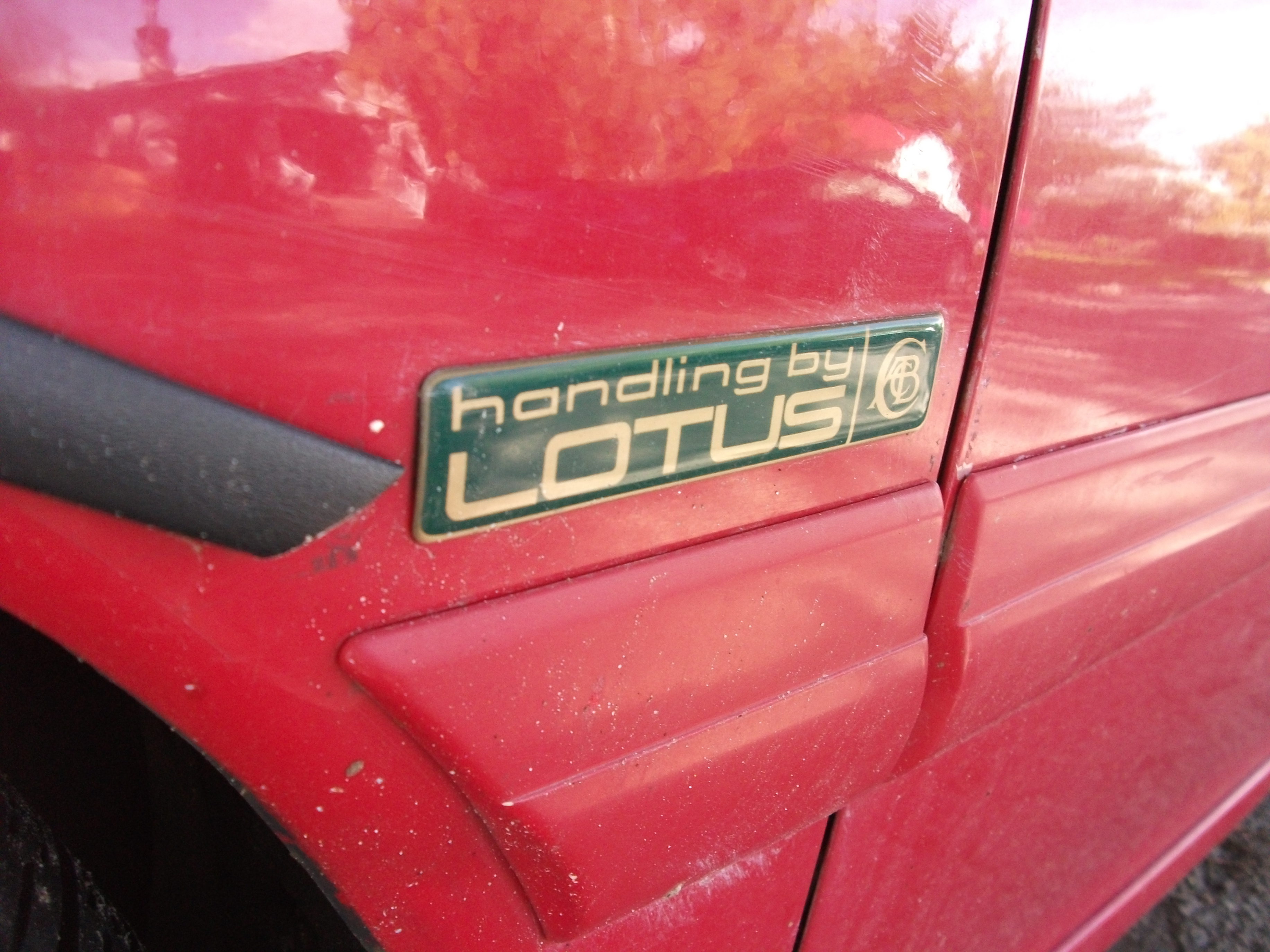
Handling by Lotus-Emblem
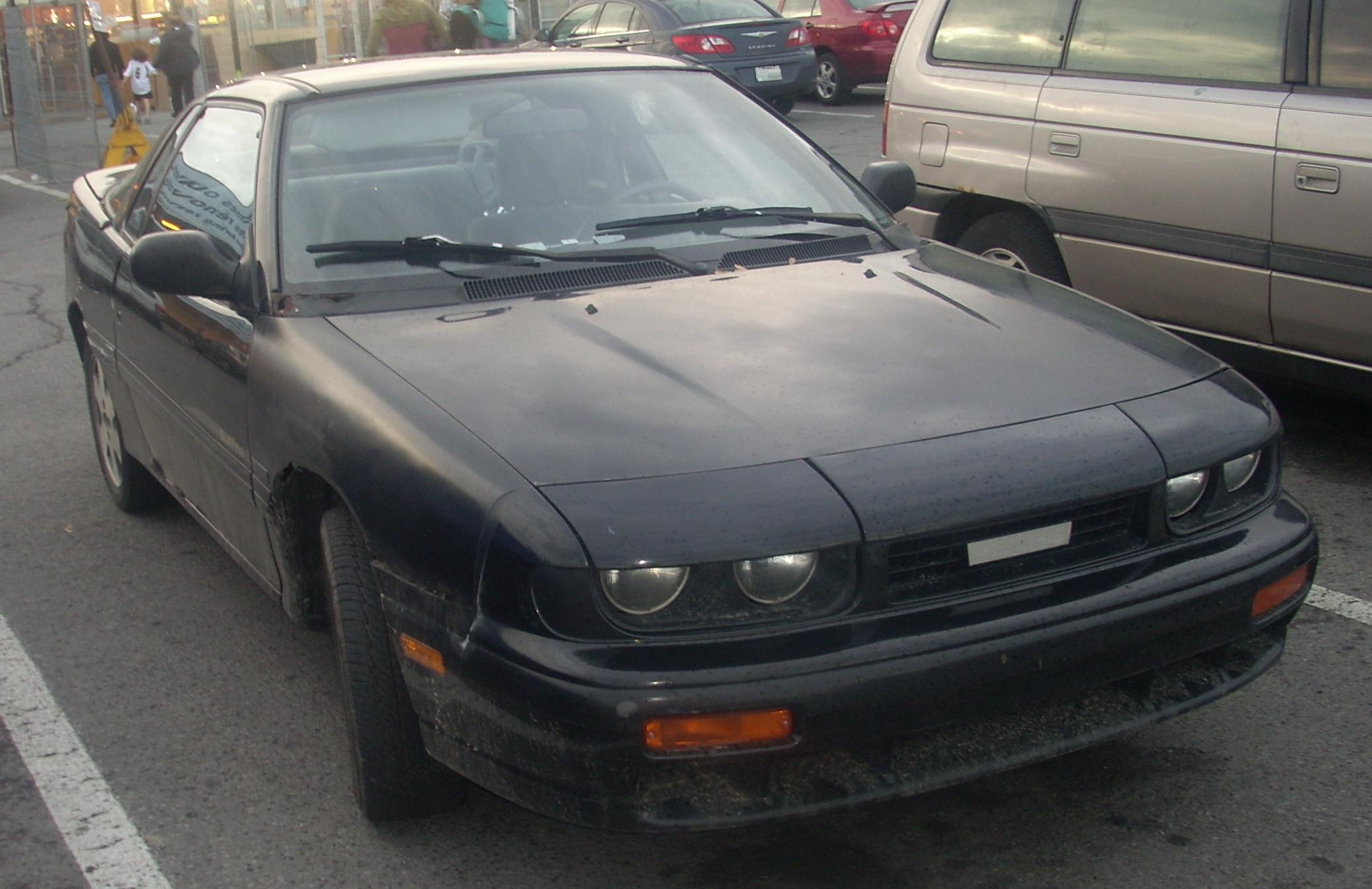
Asüna Sunfire (Kanada)